# معربلیت
معربلیت (به عربی: معربلیت) یک منطقهٔ مسکونی در سوریه است که در ناحیه مرکزی اریحا واقع شده‌است. معربلیت ۲٬۱۷۸ نفر جمعیت دارد.